# Viktor Pečovský
Viktor Pečovský (Brezno, 24 maggio 1983) è un calciatore slovacco, centrocampista del TJ Divina.

## Carriera

### Nazionale
Nel 2003 ha partecipato al Mondiale Under-20.
Viene convocato per gli Europei 2016 in Francia.

## Palmarès

### Club

#### Competizioni nazionali
- Coppa di Slovacchia: 1

Dukla B.B.: 2004-2005